# Buchan Bay
Die Buchan Bay ist eine kleine Bucht nahe dem südwestlichen Ende von Laurie Island im Archipel der Südlichen Orkneyinseln. Sie liegt zwischen Kap Hartree und Kap Murdoch.
Kartiert wurde sie 1903 bei der Scottish National Antarctic Expedition (1902–1904) unter der Leitung des schottischen Polarforschers William Speirs Bruce. Bruce benannte die Bucht nach dem schottischen Meteorologen Alexander Buchan (1829–1907).